# Derek Trucks
Derek Trucks (ur. 8 czerwca 1979 w Jacksonville na Florydzie) – gitarzysta elektryczny i akustyczny, wokalista, kompozytor. Bratanek Butcha Trucksa perkusisty The Allman Brothers Band.
Uczył się grać na gitarze akustycznej od dziewiątego roku życia. Zawodowo zaczął grać mając 11 lat w The Allman Brothers Band. W połowie lat 90 założył Derek Truck Band. Występował z Susan Tedeschi, z którą ożenił się w 2001 r. Nagrywał z grupą Frogwings, Buddym Guyem i McCoy Tynerem. W 2005 występował w Polsce.
Sklasyfikowany na 16. miejscu Listy 100 najlepszych gitarzystów wszech czasów magazynu Rolling Stone z 2011 r.

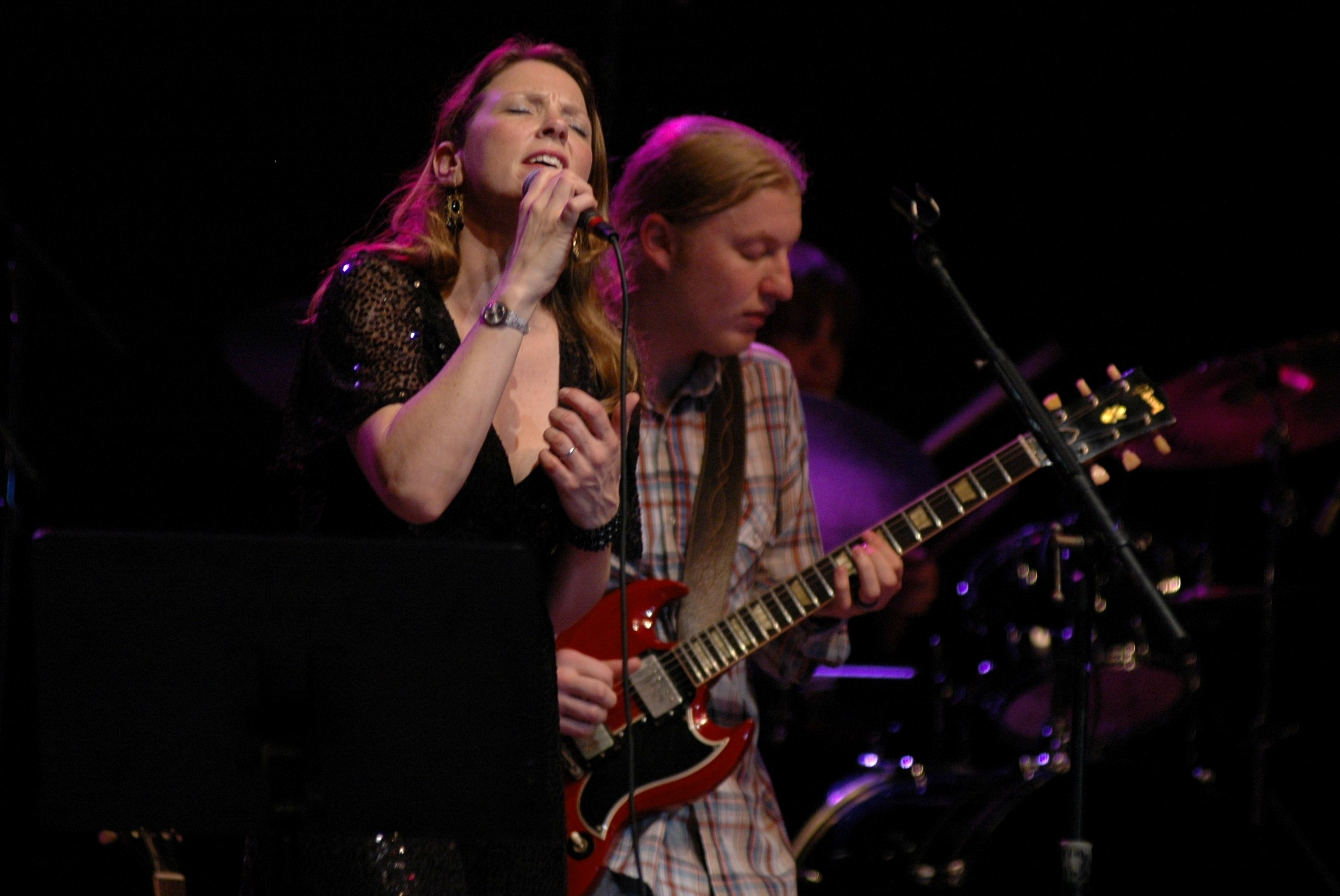
Derek Trucks z żoną Susan Tedeschi